# NGC 2753
NGC 2753 este o galaxie eliptică situată în constelația Racul. A fost descoperită în 21 februarie 1863 de către Heinrich Louis d'Arrest. Se află la o distanță de 40,9 de megaparseci de Pământ.